# УСТ Буй-Тур (Форхгайм)
УСТ «Буй-Тур» (Українське Спортове Товариство «Буй-Тур») — українське спортивне товариство з німецького поселення Форхгайм (біля Ерлангена).
Товариство засноване 3 липня 1946 року в таборі Марктвіллє, в якому перебувало всього 130 українців.
Футбольна команда змагалася в обласній лізі. З огляду на брак умов до існування спортивного товариства, праця його була задовільною.
Ліквідація й розселення табору в серпні 1947 року довели до самоліквідації цього товариства.